# Ditama某
DITAMA（某）（"（某）"的部分原本是在圓圈內有個「某」字），日本男性漫畫家，愛知縣稻澤市出身。

## 人物介紹
日本「漏尿漫畫家」的代表。名城大學法學部出身。在成人漫畫界相當活躍，1996年出版的相當有名。其成人漫畫作品（無論是同人誌還是商業誌）中的女性角色在性高潮時尿失禁等畫面並不少，不過以放尿為主軸的作品依然震撼了業界。
近幾年以《魔力女管家》的作畫在一般向漫畫漸漸提高知名度。
本人立志成為動畫師而努力練習作畫。在《魔力女管家》電視動畫第一季時，作者在原作單行本第四集封面底下的四格漫畫表白後，在第二季靠著工作人員的好意而加入原畫。此外，在動畫《我的主人》中擔任原畫。
作品中有少女漫畫的畫風和劇情走向，因而被認為是女性；不過在新版後記中刊有本人照片，並且有對女性說苦笑的感想。此外，有在《魔力女管家》相關活動中，被幾個角色扮演者包圍，一同在舞臺上拍照。
現住在埼玉縣，已婚有二女。

## 作品列表

### 一般向漫畫
- 魔力女管家全8卷（原作：中山文十郎）
- Kiss×sis
- 魔力充電娘
- 四娘物語
- 爸爸一直在工作場所（父ちゃんはいつも仕事場）
- 小學生也可以當媽媽嗎？（小学生がママでもいいですか？）

### 成年向漫畫
- 司書房1995年8月25日發行 ISBN 4-88725-057-6
- Wani Magazine1996年6月1日發行 ISBN 4-89829-195-3
- nothing but… 司書房1997年7月25日發行 ISBN 4-8128-0045-5
- 2  ティーアイネット1999年11月15日發行 ISBN 4-88774-000-X
- ティーアイネット2000年2月10日發行 ISBN 4-88774-009-3
- nothing but… ティーアイネット2000年2月10日發行 ISBN 4-88774-010-7
- 2 2 ティーアイネット2001年3月16日發行 ISBN 4-88774-033-6
- SuperLovePotion ティーアイネット2005年12月2日發行 ISBN 4-88774-171-5

### 成人遊戲原畫
- 、（TEATIME）
- 、（Guts!）

## 外部連結
- （日語）Ditama某的X（前Twitter）
- http://ccsx.tw/2011/12/22/ditamabow-interview/（页面存档备份，存于）